# Sekou Sylla (ur. 1999)
Sekou Oumar Sylla (ur. 9 stycznia 1999 w Schiedam) – gwinejski piłkarz grający na pozycji lewego obrońcy. Od 2022 jest zawodnikiem klubu SC Cambuur.

## Kariera klubowa
Swoją karierę piłkarską Sylla rozpoczął w klubie Excelsior Maassluis. W 2017 roku awansował do pierwszego zespołu i 19 maja 2018 zadebiutował w nim w trzeciej lidze holenderskiej w wygranym 2:1 wyjazdowym meczu z De Treffers. W Excelsiorze grał do 2021 roku.
Latem 2021 Sylla przeszedł do drugoligowego FC Oss. Swój debiut w nim zaliczył 30 października 2021 w przegranym 1:3 domowym meczu z NAC Breda. W Oss grał przez pół sezonu.
Na początku 2022 roku Sylla odszedł do pierwszoligowego SC Cambuur. Swój debiut w nim zanotował 22 stycznia 2022 w zremisowanym 0:0 wyjazdowym spotkaniu z AZ Alkmaar. W sezonie 2022/2023 spadł z Cambuurem do drugiej ligi.
| Sezon   | Klub                | Kraj     | Rozgrywki      | Mecze | Bramki |
| ------- | ------------------- | -------- | -------------- | ----- | ------ |
| 2017/18 | Excelsior Maassluis | Holandia | Tweede divisie | 2     | 0      |
| 2018/19 | Excelsior Maassluis | Holandia | Tweede divisie | 31    | 4      |
| 2019/20 | Excelsior Maassluis | Holandia | Tweede divisie | 24    | 4      |
| 2020/21 | Excelsior Maassluis | Holandia | Tweede divisie | 5     | 0      |
| 2021/22 | FC Oss              | Holandia | Eerste divisie | 8     | 0      |
| 2021/22 | SC Cambuur          | Holandia | Eredivisie     | 5     | 1      |
| 2022/23 | SC Cambuur          | Holandia | Eredivisie     | 5     | 0      |

## Kariera reprezentacyjna
W reprezentacji Gwinei Sylla zadebiutował 25 marca 2022 w zremisowanym 0:0 towarzyskim meczu z Południową Afryką, rozegranym w Kortrijk. W 2024 roku powołano go do kadry na Puchar Narodów Afryki 2023. Rozegrał w nim cztery mecze: grupowe z Kamerunem (1:1), z Gambią (1:0), w 1/8 finału z Gwineą Równikową (1:0) i ćwierćfinałowy z Demokratyczną Republiką Konga (1:3).